# أندريه سوكهامثث
أندريه سوكهامثث (باللاوية: ອານເດຣ ສຸຄຳທັດ؛ مواليد 23 أكتوبر 1988) هو مُقاتل فنون قتالية مختلطة أمريكي مُعتزل.

## وصلات خارجية
- أندريه سوكهامثث على موقع يو إف سي (الإنجليزية)
- أندريه سوكهامثث على موقع شيردوغ (الإنجليزية)
- أندريه سوكهامثث على موقع IMDb (الإنجليزية)
- أندريه سوكهامثث على موقع قاعدة بيانات الفيلم (الإنجليزية)